# سکی ماتسوناگا
سکی ماتسوناگا (به انگلیسی: Seki Matsunaga) بازیکن فوتبال اهل ژاپن و عضو تیم ملی فوتبال ژاپن است که در تاریخ ۰۹ مارس ۱۹۵۱ میلادی اولین بازی ملی‌اش را انجام داد. او در ۱ بازی ملی حضور داشت و آخرین بازی ملی خود را در تاریخ ۹ مارس ۱۹۵۱ میلادی انجام داد. سکی ماتسوناگا در بازی‌های ملی‌اش
گلی به ثمر نرساند.